# Internacionalismus
Internacionalismus je politický směr, který prosazuje větší politickou nebo hospodářskou spolupráci mezi státy a národy. Je spojován s jinými politickými hnutími a ideologiemi, ale může také představovat doktrínu, systém názorů nebo hnutí samo o sobě.
Zastánci internacionalismu se označují jako internacionalisté a obecně věří, že lidé by se měli sjednocovat napříč národními, politickými, kulturními, rasovými nebo třídními hranicemi, aby prosazovali své společné zájmy, nebo že vlády by měly spolupracovat, protože jejich společné dlouhodobé zájmy jsou důležitější než krátkodobé spory.
Internacionalismus má několik výkladů a významů, ale obvykle se vyznačuje odporem k nacionalismu a izolacionismu, podporou mezinárodních institucí, jako je OSN, a kosmopolitním pohledem, který podporuje a respektuje odlišné kultury a zvyky.
Tento termín je podobný pojmům globalismus a kosmopolitismus, ale liší se od nich svým jasným přesahem do politiky.

## Původ

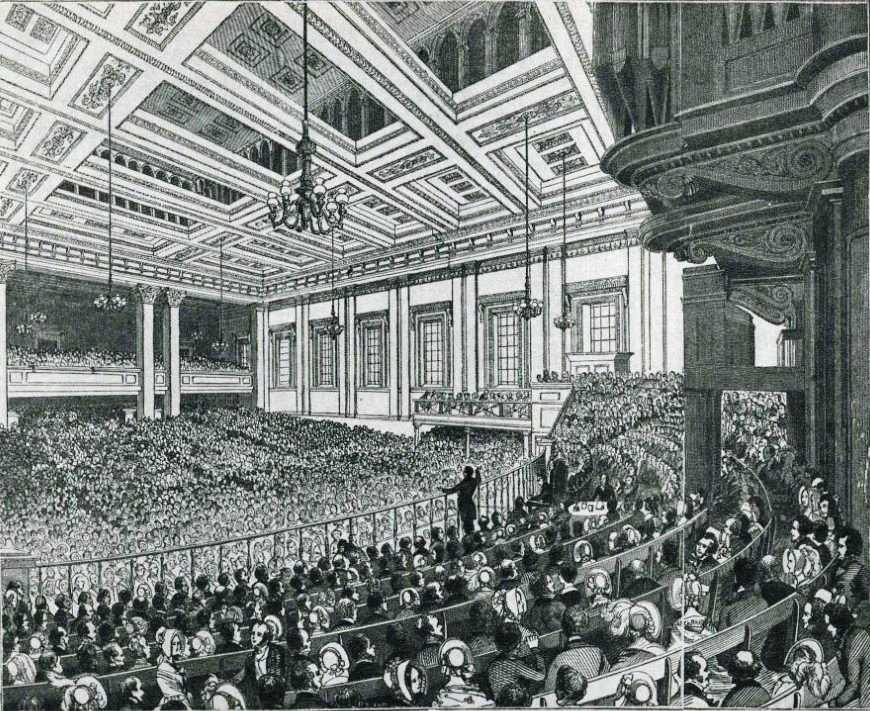
Schůze Ligy proti obilným zákonům, 1846.

Ve Velké Británii 19. století existoval liberální internacionalistický směr politického myšlení, jehož představiteli byli Richard Cobden a John Bright. Cobden a Bright byli proti protekcionistickým obilním zákonům a v projevu v Covent Garden 28. září 1843 Cobden nastínil svůj utopický internacionalismus takto:
Volný obchod! Co to je? Proč? Prolomení bariér, které oddělují národy; bariér, za nimiž se skrývají pocity pýchy, pomsty, nenávisti a žárlivosti, které čas od času prolomí své hranice a zaplaví celé země krví.
Cobden věřil, že volný obchod zklidní svět vzájemnou závislostí, což byla myšlenka, kterou vyjádřil i Adam Smith ve svém díle Bohatství národů a která byla společná mnoha liberálům té doby. Jejich víru v internacionalismus inspirovala také víra v myšlenku morálního zákona a vrozenou dobrotu lidské povahy.
Tyto liberální koncepce internacionalismu byly v té době ostře kritizovány socialisty a radikály, kteří poukazovali na vazby mezi globální hospodářskou soutěží a imperialismem a označovali tuto soutěž za hlavní příčinu světového konfliktu. Jednou z prvních mezinárodních organizací na světě bylo Mezinárodní asociace pracujících, které v roce 1864 v Londýně založili socialističtí a komunističtí političtí aktivisté z řad dělnické třídy (včetně Karla Marxe). Tato organizace, označovaná jako První internacionála, se věnovala prosazování politických zájmů dělnické třídy napříč národními hranicemi a byla v přímé ideologické opozici vůči směrům liberálního internacionalismu, které prosazovaly volný obchod a kapitalismus jako prostředky k dosažení světového míru a vzájemné závislosti.
K dalším mezinárodním organizacím patřila Meziparlamentní unie, kterou v roce 1889 založili Frédéric Passy z Francie a William Randal Cremer ze Spojeného království, a Společnost národů, jež vznikla po první světové válce. První z nich byla zamýšlena jako stálé fórum pro politická mnohostranná jednání, zatímco druhá se snažila řešit světové bezpečnostní problémy prostřednictvím mezinárodní arbitráže a dialogu.
J. A. Hobson, gladstonský liberál, který se po Velké válce stal socialistou, ve své knize Imperialismus (1902) předvídal vznik mezinárodních soudů a kongresů, které by snad měly mírovou cestou řešit mezinárodní spory mezi národy. Sir Norman Angell ve svém díle The Great Illusion (1910) tvrdil, že svět je sjednocen obchodem, financemi, průmyslem a komunikacemi, a proto je nacionalismus anachronismem a že válka by nikomu ze zúčastněných nepřinesla prospěch, ale vedla by pouze ke zničení.

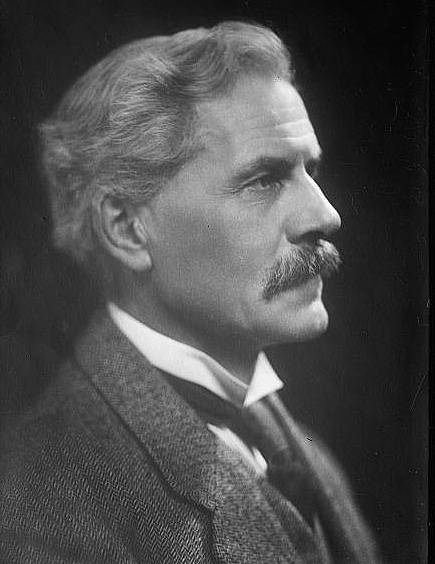
Ramsay MacDonald, politický zastánce internacionalismu.

Lord Lothian byl internacionalista a imperialista, který v prosinci 1914 doufal v „dobrovolnou federaci svobodných civilizovaných národů, která nakonec zažene strašidlo konkurenčního zbrojení a zajistí lidstvu trvalý mír“.
V září 1915 se vyjádřil, že britské impérium je „dokonalým příkladem případného světového společenství národů“.

Vlajka Organizace spojených národů, hlavní světové internacionální organizace a stoupence internacionalismu.

Internacionalismus se v Británii projevil podporou Společnosti národů ze strany takových osobností, jako byl Gilbert Murray. Liberální strana a Labouristická strana měly prominentní členy internacionalisty, jako byl labouristický premiér Ramsay MacDonald, který věřil, že „naší skutečnou národností je lidstvo“.

## Socialismus
Internacionalismus je důležitou součástí socialistické politické teorie, která vychází ze zásady, že dělníci všech zemí se musí spojit napříč národními hranicemi a aktivně vystupovat proti nacionalismu a válce, aby svrhli kapitalismus (tzv. proletářský internacionalismus). V tomto smyslu je socialistické chápání internacionalismu úzce spjato s konceptem mezinárodní solidarity.
Socialističtí myslitelé jako Karl Marx, Friedrich Engels a Vladimir Lenin se domnívali, že ekonomická třída je hlavní silou, která rozděluje lidi ve společnosti, spíše než národnost, rasa nebo kultura (nebo ve vzájemné souvislosti s nimi), a že nacionalistická ideologie je nástrojem propagandy dominantní ekonomické třídy společnosti. Z tohoto pohledu je v zájmu vládnoucí třídy propagovat nacionalismus, aby zakryla inherentní třídní konflikty v  dané společnosti (například vykořisťování dělníků kapitalisty za účelem zisku). Socialisté proto považují nacionalismus za formu ideologické kontroly vyplývající z daného způsobu ekonomické produkce společnosti (tzv. dominantní ideologie).
Od 19. století socialistické politické organizace a radikální odborové svazy, jako například Industrial Workers of the World, prosazovaly internacionalistické ideologie a snažily se organizovat dělníky napříč národními hranicemi, aby dosáhly zlepšení pracovních podmínek, a prosazovaly různé formy průmyslové demokracie. První, Druhá, Třetí a Čtvrtá internacionála byla socialistická politická uskupení, která usilovala o prosazení dělnické revoluce po celém světě a dosažení mezinárodního socialismu (tzv. světová revoluce).
Socialistický internacionalismus je antiimperialistický, a proto podporuje osvobození národů od všech forem kolonialismu a cizí nadvlády a právo národů na sebeurčení. Socialisté se proto často politicky přidružovali k antikoloniálním hnutím za nezávislost a aktivně vystupovali proti vykořisťování jedné země druhou.
Protože válka je v socialistické teorii chápána jako obecný produkt zákonů ekonomické konkurence, která je vlastní kapitalismu (tj. konkurence mezi kapitalisty a jejich národními vládami o přírodní zdroje a ekonomickou nadvládu), liberální ideologie, které podporují mezinárodní kapitalismus a „volný obchod“, i když někdy hovoří pozitivně o mezinárodní spolupráci, jsou ze socialistického hlediska zakořeněny právě v ekonomických silách, které jsou hnací silou světových konfliktů. Podle socialistické teorie může světový mír nastat teprve tehdy, až bude ukončena hospodářská soutěž a přestanou existovat třídní rozdíly ve společnosti. Tuto myšlenku vyjádřili v roce 1848 Karl Marx a Friedrich Engels v Komunistickém manifestu:
Stejně jako skončí vykořisťování jednoho jednotlivce druhým tak skončí i vykořisťování jednoho národa druhým. Úměrně tomu, jak zmizí antagonismus mezi třídami uvnitř národa, skončí i nepřátelství jednoho národa vůči druhému.
Tuto myšlenku později opět vyslovil Lenin a během první světové války ji prosazoval jako oficiální politiku bolševické strany:
Socialisté vždy odsuzovali válku mezi národy jako barbarskou a brutální. Náš postoj k válce se však zásadně liší od postoje buržoazních pacifistů (zastánců a obhájců míru) a anarchistů. Od prvně jmenovaných se lišíme tím, že chápeme nevyhnutelnou souvislost mezi válkami a  třídním bojem uvnitř země; chápeme, že válku nelze zrušit, pokud nebudou zrušeny třídy a vytvořen socialismus.

### Mezinárodní asociace pracujících

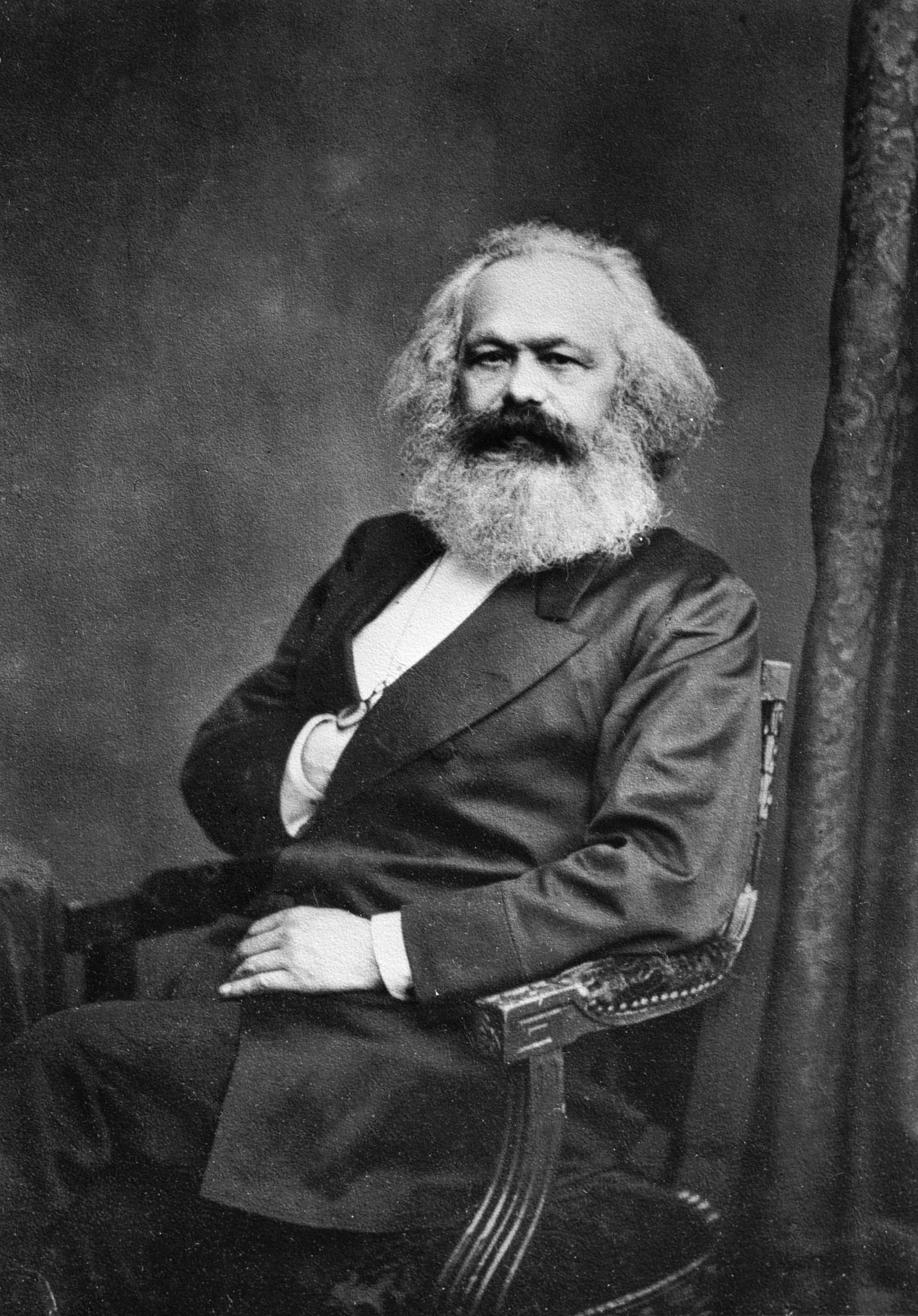
Karl Marx byl významným členem První internacionály a autorem mnoha jejích pamfletů a prohlášení.

Mezinárodní asociace pracujících neboli První internacionála byla organizace založená v roce 1864, složená z různých dělnických radikálů a odborářů, kteří prosazovali ideologii internacionalistického socialismu a antiimperialismu. V První internacionále hrály významnou roli osobnosti jako Karl Marx a anarchistický revolucionář Michail Bakunin. Inaugurační projev První internacionály, který Marx napsal v říjnu 1864 a šířil jako brožuru, obsahoval výzvy k mezinárodní spolupráci mezi pracujícími lidmi a odsouzení imperialistické politiky národní agrese prováděné evropskými vládami:
Jestliže osvobození pracujících tříd vyžaduje jejich bratrskou součinnost, jak mají plnit toto velké poslání, když zahraniční politika sleduje zločinné záměry, hraje si s národnostními předsudky a v pirátských válkách plýtvá krví a pokladem lidu?
V polovině 70. let 19. století vedly rozpory uvnitř Internacionály v taktických a ideologických otázkách k jejímu zániku a připravily půdu pro vznik Druhé internacionály v roce 1889. Jedna frakce, v jejímž čele stál Marx, tvrdila, že dělníci a radikálové musí pracovat v parlamentech, aby získali politickou převahu a vytvořili dělnickou vládu. Druhou významnou frakcí byli anarchisté v čele s Bakuninem, kteří považovali všechny státní instituce za ze své podstaty utlačovatelské, a proto se stavěli proti jakékoli parlamentní činnosti a věřili, že dělnické akce by měly směřovat k úplnému zániku státu.

### Socialistická internacionála
Socialistická internacionála, známá jako Druhá internacionála, byla založena v roce 1889 po rozpadu Mezinárodního dělnického sdružení. Na rozdíl od První internacionály byla federací socialistických politických stran z různých zemí, včetně reformistických i revolučních uskupení. Strany Druhé internacionály byly prvními socialistickými stranami, které získaly masovou podporu mezi dělnickou třídou a jejichž zástupci byli zvoleni do parlamentů. Tyto strany, jako například Německá sociálnědemokratická strana práce, byly prvními socialistickými stranami v historii, které se staly vážnými politickými hráči na parlamentní scéně a často měly miliony členů.
Mezinárodní socialistický kongres, který se zdánlivě zavázal k míru a antiimperialismu, se sešel na svém posledním zasedání v roce 1912 ve švýcarské Basileji v očekávání vypuknutí první světové války. V manifestu přijatém na kongresu byl vyjádřen nesouhlas Druhé internacionály s válkou a její závazek k rychlému a mírovému řešení:
Hrozí-li vypuknutí války, je povinností dělnické třídy a jejích parlamentních zástupců v zúčastněných zemích, podporovaných koordinační činností Mezinárodního socialistického úřadu, vynaložit veškeré úsilí, aby zabránili vypuknutí války prostředky, které považují za nejúčinnější a které se přirozeně liší podle zostření třídního boje a vyostření celkové politické situace. V případě, že by válka přesto vypukla, je jejich povinností zasáhnout ve prospěch jejího rychlého ukončení a ze všech sil využít hospodářské a politické krize vyvolané válkou k  vyburcování lidu, a tím urychlit pád kapitalistické třídní vlády.
Přesto se po vypuknutí války v roce 1914 většina socialistických stran Internacionály obrátila proti sobě a postavila se ve válečném úsilí na stranu svých vlád, čímž zradila své internacionalistické hodnoty a došlo k rozpadu Druhé internacionály. Tato zrada vedla několik protiválečných delegátů, kteří v rámci Druhé internacionály zůstali, k uspořádání Mezinárodní socialistické konference ve švýcarském Zimmerwaldu v roce 1915. Jejím cílem, známým jako Zimmerwaldská konference, bylo formulovat platformu odporu proti válce. Konference nebyla schopna dosáhnout shody ve všech bodech, ale nakonec se jí podařilo vydat Zimmerwaldský manifest, který vypracoval Lev Trockij. Nejlevicovější a nejostřeji internacionalisticky orientovaní delegáti konference se sdružovali kolem Lenina a ruských sociálních demokratů a byli známí jako zimmerwaldská levice. Ostře odsoudili válku a ty, které označili za pokrytecké „sociálšovinisty“ z Druhé internacionály, kteří tak rychle opustili své internacionalistické zásady a odmítli se postavit proti válce. Rezoluce Zimmerwaldské levice vyzývaly všechny socialisty, kteří se hlásí k internacionalistickým principům socialismu, aby bojovali proti válce a angažovali se ve prospěch mezinárodní dělnické revoluce.
Zrada, kterou pociťovali sociální demokraté a zformovaná zimmerwaldská levice, nakonec připravila půdu pro vznik prvních moderních komunistických stran na světě a pro vznik Třetí internacionály v roce 1919.

### Komunistická internacionála

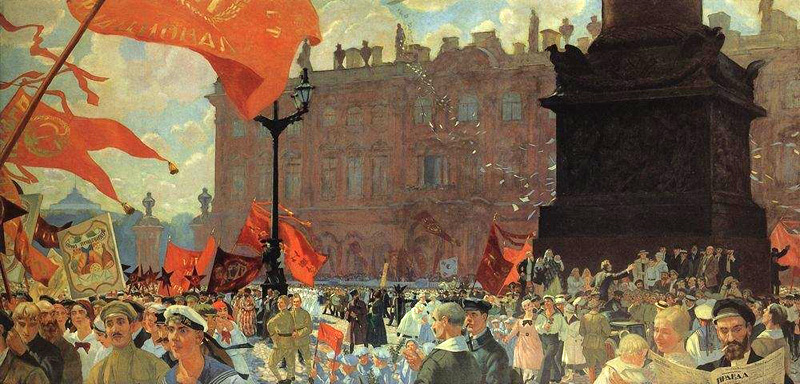
Boris Kustodijev. Slavnost II. sjezdu Kominterny na Uritském náměstí (bývalé Palácové náměstí) v Petrohradu.

Komunistická internacionála, známá také jako Kominterna nebo Třetí internacionála, vznikla v roce 1919 po ruské revoluci, konci první světové války a rozpadu Druhé internacionály. Bylo to sdružení komunistických politických stran z celého světa, které se zasazovalo o proletářský internacionalismus a revoluční svržení světové buržoazie. Manifest Komunistické internacionály, jehož autorem byl Lev Trockij, popisuje politickou orientaci Kominterny jako „proti imperialistickému barbarství, proti monarchii, proti privilegovaným stavům, proti buržoaznímu státu a buržoaznímu vlastnictví, proti všem druhům a formám třídního nebo národnostního útlaku“.

### Čtvrtá internacionála
Čtvrtou a poslední socialistickou internacionálu založil Lev Trockij a jeho stoupenci v roce 1938 jako opozici vůči Třetí internacionále a směru, kterým se ubíral SSSR pod vedením Josifa Stalina. Čtvrtá internacionála se prohlásila za skutečného ideového nástupce původní Kominterny pod vedením Lenina a nesla prapor proletářského internacionalismu, který byl Stalinovou Kominternou opuštěn. Za současné nástupce původní Trockého Čtvrté internacionály se prohlašuje celá řada stále aktivních levicových politických organizací.

### Internacionalismus vpraxi
Čtvrtý světový kongres Komunistické internacionály vytvořil právní rámec pro internacionální spolupráci a založení zemědělských a průmyslových komun v Sovětském svazu. Až do druhé světové války se do Sovětského svazu ze zahraničí přestěhovalo sedmdesát až osmdesát tisíc internacionalisticky smýšlejících dělníků. Volání po internacionalistické solidaritě přilákalo osadníky ze zemí, jako byly Rakousko, Československo, Dánsko, Estonsko, Německo, Itálie, Švédsko, Uruguay a Spojené státy. Jednu z prvních komun vytvořilo 123 dělníků továrny Ford Motor Company v Highland Parku. Družstvo vedené detroitským inženýrem Arthurem Adamsem (1885–1969) přijelo v roce 1921 založit první automobilový závod v Sovětském svazu (Lichačevův závod) v okolí Moskvy. Zatímco většina komun měla krátkou dobu existence a byla rozpuštěna do roku 1927, jiné, jako Interhelpo, internacionalistická komuna založená v roce 1923 Idovci v Československu, sehrály důležitou roli v industrializaci a urbanizaci sovětské střední Asie. Do roku 1932 bylo družstvo se sídlem ve Frunze tvořeno členy ze 14 různých etnik, kteří vyvinuli organický pracovní jazyk označovaný jako „spontánne esperanto“. Jako produkt nové ekonimické politiky byla po Stalinově velkém zlomu většina internacionalistických komun působících v SSSR buď zrušena, nebo zkolektivizována.